# Bawaka Mabele
Bawaka Mabele (Kinshasa, 9 giugno 1988) è un calciatore della Repubblica Democratica del Congo, difensore dell'AS Vita Club Kinshasa.